# Gewicht (Darstellung)
In der Darstellungstheorie der Lie-Algebren, einem Teilgebiet der Mathematik, sind Gewichte gewisse lineare Abbildungen. Sie sind unter anderem deshalb von Bedeutung, weil Darstellungen von Lie-Gruppen und Lie-Algebren durch ihr höchstes Gewicht klassifiziert werden.

## Definition
Sei {\displaystyle {\mathfrak {g}}} eine Lie-Algebra, {\displaystyle {\mathfrak {h}}} eine Cartan-Unteralgebra und {\displaystyle \pi \colon {\mathfrak {g}}\to {\mathfrak {gl}}(V)} eine Darstellung. Eine lineare Abbildung
{\displaystyle \lambda \colon {\mathfrak {h}}\to \mathbb {C} }
heißt Gewicht von {\displaystyle \pi }, wenn der Gewichtsraum
{\displaystyle V_{\lambda }=\left\{v\in V\colon \pi (h)v=\lambda (h)v\ \forall h\in {\mathfrak {h}}\right\}}
nicht nur aus dem Nullvektor besteht.
Entsprechend ist ein Gewicht für eine Darstellung {\displaystyle \rho \colon G\to GL(V)} einer Lie-Gruppe {\displaystyle G} mit maximalem Torus {\displaystyle T} ein Homomorphismus {\displaystyle \lambda \colon T\to \mathbb {C} ^{*}}, so dass der Gewichtsraum 
{\displaystyle V_{\lambda }=\left\{v\in V\colon \rho (h)v=\lambda (h)v\ \forall h\in T\right\}}
nicht nur aus dem Nullvektor besteht.

## Beispiel
Sei {\displaystyle {\mathfrak {g}}={\mathfrak {gl}}(n,\mathbb {C} )}, {\displaystyle {\mathfrak {h}}} die Unteralgebra der Diagonalmatrizen und {\displaystyle \pi } die definierende Darstellung von {\displaystyle {\mathfrak {gl}}(n,\mathbb {C} )}. Dann gibt es {\displaystyle n} Gewichte von {\displaystyle \pi }, nämlich die linearen Abbildungen
{\displaystyle \lambda _{i}\colon {\mathfrak {h}}\rightarrow \mathbb {C} ,\quad \lambda _{i}\left({\begin{array}{cccc}a_{1}&0&\ldots &0\\0&a_{2}&\ldots &0\\\vdots &\vdots &&\vdots \\0&0&\ldots &a_{n}\end{array}}\right)=a_{i}}
für {\displaystyle i=1,\ldots ,n}.